# Igor Sikorsky
Igor Ivanovič Sikorsky (ukr. І́гор Іва́нович Сіко́рський, rus.: Игорь Иванович Сикорский);  Kijev, 25. svibnja 1889. – Easton, 26. listopada 1972.);  bio je međunarodno poznati ukrajinski, ruski i američki pionir zrakoplovstva, ukrajinsko-poljsko-ruskog porijekla. Za života je stekao rusko i američko državaljanstvo. Dizajnirao je i letio s prvim svjetskim višemotornim zrakoplovom i razvio je prvi Pan Amov leteći brod daleke 1930. godine.
Sikorsky je imao vrlo veliki utjecaj u razvoju helikoptera, njegova Zrakoplovna korporacija Sikorsky osnovana 1925., godine i danas je jedan od vodećih proizvođača helikoptera. 1942. godine Sikorsky R-4 postaje prvi serijski proizvođen helikopter, s rasporedom ugradnje rotora kakav se i danas koristi na većini helikoptera.

## Životopis

### Djetinjstvo
Igor Sikorsky je rođen u današnjoj Ukrajini (nekada Ruskom Carstvu), u gradu Kijevu kao najmlađi od pet sinova. Njegov otac Ivan Sikorsky, rođen je u Kijevskoj oblasti, bio je ugledan profesor psihologije porijeklom iz miješane porodice ukrajinsko-poljskih entiteta. Majka Sikorskog ukrajinsko-ruskog porijekla bila je doktor, ali u struci nije profesionalno radila. Majka Zinajida Sikorsky je u kućnom odgoju mladom Igoru dala veliku ljubav za umjetnost, posebno za život i rad Leonardo da Vincia i priče Jules Vernea. S 11 godina Igor prati svog oca u Njemačku te kroz razgovore s njim postaje zainteresiran za prirodne znanosti. Nakon povratka kući, Sikorsky je počeo eksperimentirati s modelima letećih strojeva. Već s 12 godina izrađuje maketu helikoptera pokretanog zatezanjem gume.
Sikorsky je započeo studiranje 1903. godine na "Carskoj akademiji brodogradnje" Sankt-Peterburg u dobi od 14 godina. U 1906. zaključuje da njegova budućnost leži u inženjerstvu, napušta Akademiju u kojoj ima vrlo dobar uspjeh i nastavlja studiranje u Parizu. Već 1907. se vraća u Rusko Carstvo odnosno Ukrajinu i upisuje Kijevsko politehničko sveušilište u Kijevu koje će završiti 1914. godine. Nakon akademske godine, u ljetu 1908., Sikorsky ponovno u pratnji svoga oca odlazi u Njemačku gdje saznaje za postignuća braće Wright i za cepelin Grofa von Zeppelina.
Sikorsky je nakon ovog događaja izjavio: "U roku od dvadeset i četiri sata, odlučio sam promijeniti svoj život i rad. Studirat ću zrakoplovstvo.

### Dizajner zrakoplova
Uz novčanu potporu sestre Olge, Sikorsky se vraća u Parizu 1909. godine, studira aeronautiku i kupuje dijelove zrakoplova. U to vrijeme Pariz je bio središte zrakoplovstva u svijetu i Sikorsky to koristi za susrete i razgovore s pionirima zrakoplovstva. U svibnju 1909. godine se vraća u Rusiju i započinje projektirati svoj prvi helikopter koji je počeo testirati već u srpnju. Unatoč njegovu napredaku u rješavanju tehničkih problema kontrole Sikorsky zaključuje da taj zrakoplov nikad neće letjeti te ga u listopadu rastavlja.
Sljedeći projekt Sikorskog je letjelica s dva sjedala S-5, njegov prvi dizajn koji nije bio temeljen na drugim europskim zrakoplovima. Leteći na svom originalnom zrakoplovu Sikorsky dobiva pilotsku dozvolu No 64 međunarodnog zrakoplovnog udruženja (Fédération Aéronautique Internationale (FAI)) koju je izdao Carski aeroklub Rusije 1911. godine. Tijekom jedne demonstracije na S-5 otkazuje motor te je Sikorsky bio prisiljen prinudno sletjeti. Kasnije je ustanovljeno da je komarac uletio u benzin te je dospjevši u rasplinjač začepio dovod goriva. Sam događaj je uvjerio Sikorskog kako zrakoplov mora nastaviti let i nakon otkaza motora. Njegov sljedeći zrakoplov S-6 koji je mogao povesti tri putnika bio je pobjednik zrakoplovne izložbe Ruske vojske u veljači 1912. godine u Moskvi.
U proljeće 1912., Igor Sikorsky postao glavni inženjer u odjelu zrakoplovstva Ruskog Baltičkog željezničkog zavoda (Russko-Baltiisky Vagonny Zaved ili BVZ-R) u Sankt-Peterburgu.
Prvi radovi Sikorskog uključuju izgradnju prvog četveromotornog zrakoplova Sikorsky Russky Vityaz kojeg je nazvaoLe Grand. Kao probni pilot Sikorsky je na svom zrakoplovu poletio 13. svibnja 1913. godine. Njegove avione Rusija je kao bombardere koristila u Prvom svjetskom ratu.
Nakon Prvog svjetskog rata, Igor Sikorsky za vrijeme ruskog građanskog rata nakratko radi kao inženjer za francuske snage u Rusiji. Kako ne vidi svoju budućnost kao dizajner zrakoplova u ratom pogođenoj Europi (a posebno u opustošenoj Rusiji nakon Oktobarske revolucije), Sikorsky emigrira u SAD. U New York dolazi 30. ožujka 1919.

### Rad u Americi
U Sjedinjenim Američkim Državama Sikorsky je prvo radio kao školski predavač i lektor, tražeći priliku ulaska u zrakoplovnu industriju. U 1925. uz pomoć nekoliko oficira bivše ruske vojske osniva Zraoplovnu korporaciju Sikorsky. Jedan od najvećih sponzora je skladatelj Sergej Rahmanjinov, koji ispisuje ček na 5.000 dolara (u 2007. godini bilo bi to iznos oko 61.000 dolara). Iako je njegov prototip oštećen u svom prvom probnom letu Sikorsky nagovara svoje ulagače za dodatnih 2.500 dolara s čime izrađuje jedan od prvih američkih dvomotornih aviona S-29. Zrakoplov je mogao letjeti brzinom od 115 km/h i prevesti 14 putnika.
1929. godine tvrtka Sikorsky postaje dio United Aircrafta  kao podružnice United Technologies Corporationa. Tvornica proizvodi tada popularne leteće brodove kao što je S-42 kojeg Pan Am koristi za trans-atlantske letove.
Osim na avionima Sikorsky je radio i na razvoju helikoptera što 14. rujna 1939. rezultira prvim probnim (ograničenim) letom letjelice Vought-Sikorsky VS-300, helikoptera s trokrakim glavnim rotorom i manjim, protuzakretnim repnim rotorom. Prvi slobodni let bio je 26. svibnja 1940. Sljedeći uspjeh bio je R-4 koji u 1942. godini postaje prvi masovno proizvođeni helikopter u svijetu. Konfiguracija rotora na VS-300 se pokazala kao jedna od najpogodnijih konfiguracija i koristi se na većini današnjih helikoptera.
Sikorsky je umro u svom domu u Eastonu, Connecticut 26. listopada 1972. godine. Zrakoplovna korporacija Sikorsky u Stratfordu nastavila je rad i danas je još uvijek jedna od vodećih svjetskih proizvođača helikoptera. Zračna luka u Stratefordu nosi ime Sikorsky.

## Izdana djela
- Sikorsky, Igor Ivan. The Message of the Lord's Prayer. New York: C. Scribner's sons, 1942. OCLC 2928920
- Sikorsky, Igor Ivan. The Invisible Encounter. New York: C. Scribner's Sons, 1947. OCLC 1446225
- Sikorsky, Igor Ivan. The Story of the Winged-S; Late Developments and Recent Photographs of the Helicopter, an Autobiography. New York: Dodd, Mead, 1967. OCLC 1396277